# Знаменний гербовник
Знаменний гербовник (рос. Знамённый гербовник) — збірник знамен (прапорів) військових полків Всеросійської імперії.

## Історія
У 1727 року, з ініціативи обер-директора над фортифікацією генерала Бургарда-Крістофа Мініха, полкам імператорської армії (які називалися за іменами шефів) повернули «територіальні» назви. Що призвело до питання про прапори для полків.
У червні 1728 року Верховна таємна рада видала указ про введення нового зразка знамен з державними та міськими гербами. Тоді ж почалася робота над так званим Знаменним гербовником, всі герби цієї збірки мали свого часу зайняти місце на відповідних полкових прапорах. Наступного року під керівництвом Б. К. Мініха і за участю художника А. Баранова було складено гербовник. Він включав малюнки гербів для 85 полків і малюнок для прапора лейб-регімента.
Ще через рік, 8 березня 1730 року Військова колегія отримала від Урядового Сенату повідомлення, що герби ці затверджені, і розпорядження виготовити полкові прапори з малюнками зі Знаменного гербовника.

## Список знамен
| №                      | Назва                           | Герб | Опис |
| ---------------------- | ------------------------------- | ---- | --- |
| 1                      | Державний герб                  |      | Двоголовий орел чорний, на главах корони, а нагорі в середині Велика Імператорська корона — золоті, в середині того орла Георгій на коні — білий, переможець змія, епанча і спис жовті, вінець жовтий, а змій чорний червоний. |
| 2                      | Імператорський вензель Петра ІІ |      | Два покої подвійні золоті латинські, внизу цифри II. |
| 3                      | Лейб-регіментський              |      | Зелений лавровий вінець під короною, червоне поле. |
| Список полкових гербів |                                 |      | |
| 4                      | Санкт-Петербурзький             |      | Скіпетр жовтий, над ним герб державний, біля нього два якорі срібні, поле червоне, вгорі імператорська корона. |
| 5                      | Інгерманландський               |      | Дві стіни навскіс, білі з зубцями, поле блакитне. |
| 6                      | Московський                     |      | Георгій на коні проти того, як у середині державного герба. |
| 7                      | Київський                       |      | У середині ангел у білому одязі з мечем, сяйво жовте, поле блакитне. |
| 8                      | Владимирський                   |      | У червоному полі золотий лев у короні та з хрестом. |
| 9                      | Новгородський                   |      | На жовтому престолі червона подушка і від неї до правої сторони скіпетр, а до лівого хреста, від престолу нагору свічник з трьома свічками, що горять, — жовті, та біля престолу два ведмеді: чорні, поле біле. |
| 10                     | Казанський                      |      | Змій чорний під короною золотою Казанською, червоні крила, поле біле. |
| 11                     | Астраханський                   |      | Шабля біла під короною астраханскою, чорна (рукоятка) та корона золоті, поле блакитне. |
| 12                     | Сибірський                      |      | Два соболі чорні, що стоять на задніх ногах, тримають лук і корон золоті, між ними дві стріли чорні, а пір'я та списи червоні, поле біле. |
| 13                     | Тобольський                     |      | Піраміда золота з військовою арматурою, прапори та барабани червоні, поле блакитне. |
| 14                     | Псковський                      |      | Барс — а над ним з хмари рука; стоїть на землі зеленій, поле блакитне. |
| 15                     | Смоленський                     |      | Гармата чорна, верстат жовтий, на гарматі птах жовтий без ніг, поле біле, яке зробив Санті. |
| 16                     | Естляндський                    |      | Такий самий, як Ревельський, тільки без дівчини. |
| 17                     | Ревельський                     |      | Три лева сині під коронами та зверху корона, а над нею нагорі дівчина під короною в білому одязі; поле жовте. |
| 18                     | Ліфляндський                    |      | Як раніше був птах гриф білий про чотири ноги з крилами і хвостом; поле червоне; у передніх ногах меч; на грудях ім'я його імператорської величності. |
| 19                     | Ризький                         |      | У золотому щиті на блакитному полі дві червоні вежі з білими спицями та між ними червоні ворота, в яких зображено: рогатка та під нею левова голова; по боках вежі по половині чорного орла із золотою короною, а над воротами — два навхрест розташовані ключі, і вище їхній хрест і корона золоті. Під вежами та воротами зелена земля. |
| 20                     | Корельський                     |      | В червоному полі, в якому дві ліктями одна до одної руки, що повернулися в латах, видно, що тримають в руках, які вниз звернені шаблі, а над ними встигаються дві Княжі корони, з яких верхня більша за нижню. |
| 21                     | Тверський                       |      | На срібному стільці подушка зелена, на подушці корона князівська золота, поле червоне. |
| 22                     | Пермський                       |      | На срібному стільці подушка зелена, на подушці корона князівська золота, поле червоне. |
| 23                     | Вятський                        |      | У руці з хмари цибуля з однією стрілою білою, а перо чорне, осторонь хрест червоний, поле жовте. |
| 24                     | Нижньогородський                |      | Олень червоний, роги і копита чорні, біле поле. |
| 25                     | Чернігівський                   |      | Чорний орел двоголовий під короною, у лівій нозі хрест жовтий, а корона, ніс і ноги жовті. |
| 26                     | Рязанський                      |      | Князь у епанчі та шапці, в руці правий меч, а в лівій піхви, епанча червона, сукня, чоботи та шапка зелені, шапка ж соболева, поле жовте. |
| 27                     | Ростовський                     |      | Білий олень, роги та копита жовті, під ним земля зелена, поле червоне. |
| 28                     | Ярославський                    |      | Ведмідь чорний, на плечі тримає карбований червоний, поле жовте. |
| 29                     | Білозерський                    |      | Озеро біле, у ньому дві стерляді жовті, над рибами місяць білий, хрест жовтий, поле блакитне. |
| 30                     | Бутирський                      |      | Центавр, а саме: по пояс людина, а нижче: тулуб, ноги та хвіст кінські білі, в руці цибуля зі стрілою, поле червоне, цибуля та стріла жовті. |
| 31                     | Троїцький                       |      | Хрест жовтий під короною, по старому, червоне поле. |
| 32                     | Новотроїцький                   |      | Білий хрест, у середині ім'я Боже на три роги жовте, поле червоне. |
| 33                     | Бєлгородський                   |      | Лев, що лежить жовтий, а над ним орел чорний одноголовий, під ним земля зелена, поле синє. |
| 34                     | Архангелогородський             |      | Архангел, що летить, у синьому одязі з вогненним мечем і щитом перемагає чорного диявола, поле жовте. |
| 35                     | Вологодський                    |      | У червоному полі, що виходить з хмари рука тримає меч і державу. |
| 36                     | Воронезький                     |      | По-старому, дві гармати на верстатах жовті, з однієї гармати вистрілено, і на ній сидить орел білий одноголовий, поле червоне. |
| 37                     | Суздальський                    |      | Птах сокіл у княжій шапці, поле навпіл: нагорі синє, а внизу червоне. |
| 38                     | Углицький                       |      | Царевич князь Дмитро в царському вбранні, шапка князівська з хрестом, у правій руці ніж, під пазухою лівої руки ягня, поле червоне, вбрання та шапка золоті. |
| 39                     | Муромський                      |      | Стіна біла і рука з хмари, яка на золотому ланцюзі тримає князівську корону, поле блакитне. |
| 40                     | Галицький                       |      | Військова арматура жовта, і над нею нагорі хрест св. Іоанна білий, червоне поле. |
| 41                     | Луцький                         |      | З хмари рука, в руці меч перерубує змія, рука і меч білі, чорний змій, червоне поле. |
| 42                     | Азовський                       |      | Півмісяця і в ньому хрест срібний, внизу дві риби білі, поле блакитне. |
| 43                     | Симбірський                     |      | Біла колона під імператорською короною, поле блакитне. |
| 44                     | Пензенський                     |      | У зеленому полі три золоті снопи пшеничний, ячмінний та просяний. |
| 45                     | Свияжський                      |      | Дерев'яне місто на суднах, біля нього річка Волга з плаваючими рибами, блакитне поле. |
| 46                     | Уфимський                       |      | На червоному полі білий кінь на бігу. |
| 47                     | Севський                        |      | Сніп золотий житній на зеленій землі, синє поле. |
| 48                     | Орловський                      |      | Місто біле з червоними крилами, на воротах орел одноголовий чорний, понад орло корона золота, в синьому полі. |
| 49                     | Полтавський                     |      | Внизу поле блакитне, нагору червоне, а кругом по дві сторони білі; на блакитному полі піраміда золота, на червоному верху дві шпаги, по боках, праворуч на зеленій землі прапор, на ньому означає державний герб, у середині ім'я імператора Петра I, по інший бік дерево зелене пальм.                                                   |
| 50                     | Стародубський                   |      | Дуб старий, що стоїть на зеленій землі, біле поле. |
| 51                     | Глухівський                     |      | Щит чотирьох дільний, скошений. В першій частині — в лазуровому полі дві золоті булави; в другій — в срібному полі червоне знамено; в третій — в золотому полі на червоному держалку бунчук; в четвертій — в зеленому полі точений золотий постамент.                                                                                     |
| 52                     | Ніжинський                      |      | Поле навпіл, зверху червоне, а знизу блакитне, на ньому дві змії під капелюхом з крилами, а нагорі дві руки. |
| 53                     | Коломенський                    |      | На лазурному (блакитному) полі стовп білий, нагорі корона, близько двох зірок. |
| 54                     | Павловський                     |      | ССвятий Апостол Павло в червоному одязі. |
| 55                     | Тамбовський                     |      | На блакитному полі золотий вулик, що стоїть на зеленій землі. Над ним три золоті бджоли. |
| 56                     | Козловський                     |      | Козел білий, поле червоне, земля зелена. |
| 57                     | Коротояцький                    | аль= | Магазейн червоний, а під ним ріг із задоволенням, внизу річка, поле блакитне. |
| 58                     | Єлецький                        |      | На білому полі олень червоний, над ним зелена ялина. |
| 59                     | Каргопольський                  |      | Білий баран, що лежить у вогні на дровах, що вчинив Санті, поле блакитне. |
| 60                     | Устюзький                       |      | Нептун, що лежить, на березі тримає в обох руках глеки, з яких ллється вода в одне місце; глеки червоні, вода біла, поле зелене. |
| 61                     | Олонецький                      |      | Рука біла з хмари тримає синій щит, а в висподі чотири ядра на ланцюгах чорні, поле жовте. |
| 62                     | Ладозький                       |      | Шлюза, ворота золоті, стіни червоні, поле блакитне. |
| 63                     | Шліссельбурзький                |      | Ключ золотий під короною імператорською золотою, унизу фортеця біла, поле синє. |
| 64                     | Невський                        |      | Стовп синій, шпага срібна, ефес золотий, ключ золотий, поле червоне. |
| 65                     | Кронштатський                   |      | Вздовж половина, поле червоне, а інше блакитне, на блакитному караульна висока вежа з ліхтарем, нагорі корона, а на червоному полі чорний котел, навколо острова вода. |
| 66                     | Кроншлотський                   |      | На морі Кроншлот білий, нагорі корона і прапор, блакитне поле. |
| 67                     | Виборзький                      |      | На блакитному полі внизу літера W, поперек смуга золота, під нею три корони, а зверху два ангели з крилами, в червоному одязі, крила в одного блакитні, а в іншого жовті. |
| 68                     | Кексгольмський                  |      | Острів зелений, навколо його вода біла, до острова брама з вежами цегляна, поле синє, під брамою ім'я імператорської величності Петра I. |
| 69                     | Нарвський                       |      | Хрест червоний, з обох боків вгорі дві квітки. |
| 70                     | Іванегородський                 |      | Місто біле на зеленій землі, вгорі поле блакитне, на ньому орел двоголовий, що летить, в устах у орла ім'я царя Івана Васильовича. |
| 71                     | Венденський                     |      | У золотому щиті на білому полі червоне місто з вежами, над брамою якого лицар у обладунках, озброєний мечем та щитом. |
| 72                     | Езельський                      |      | Орел жовтий, поле блакитне. |
| 73                     | Перновський                     |      | З хмар рука в червоному вбранні біла, тримає хрест, а біля його ключ білий, поле блакитне. |
| 74                     | Пітершанський                   |      | Петрові шанці червоні на білому камені, поле блакитне. |
| 75                     | Дерптський                      |      | На зеленій землі ворота та дві башти червоні, у воротах у півмісяці зірка, нагорі рогатка, над ним шпага з ключем, а зверху корона. |
| 76                     | Копорський                      |      | Камінь білий, над ним хмара, поле блакитне. |
| 77                     | Ямбурзький                      |      | Орел, дивлячийся на сяюче сонце. |
| 78                     | Дорогобузький                   |      | У золотому щиті на червоному полі три срібні бунти пеньки, поставлені на зеленій землі. |
| 79                     | Якутський                       |      | На престолі білому Євангеліє золоте, біле поле. |
| 80                     | Єнісейський                     |      | Дві білки червоні, а зверху чорний самостріл, поле біле. |
| 81                     | Томський                        |      | Чоловік, що стояв у рудокопному одязі, в руках рудокопичувальні інструменти, поле жовте. |
| 82                     | Самарський                      |      | Дика коза біла, що стоїть на траві, поле блакитне. |
| 83                     | Царицинський                    |      | Два білі осетри, червоне поле. |
| 84                     | Терський                        |      | Кавун зелений, зверху дві кисті виноградні червоні, поле зверху біле, а внизу жовте. |
| 85                     | Курський                        |      | Біле поле, синьо смуга, що скочила навскіс, і на ній три білі куріпки, що летять. |
| 86                     | Брянський                       |      | У червоному полі золота мортира, а з обох боків покладено купою чорних бомб. |
| 87                     | Путивльський                    |      | Верхня половина поля біла, нижня жовта, в середині — червона смуга, навколо по краях з чорним, на смузі два човники з червоними цівками. |
| 88                     | Рильський                       |      | На жовтому полі чорна кабана голова. |
| 89                     | Бахмутський                     |      | У червоному полі дві гармати, на них сидить птах, унизу під зеленою горою дерев'яний «соляний магазин». |
| 90                     | Фрідріхсгамський                |      | У середині лотка та вгорі корона. |
| 91                     | Сергієвський                    | аль= | У зеленому полі великий чорний орел, що схоплює пазурами вовка. |
| 92                     | Білярський                      |      | У білому полі, на зеленій землі, лось, що скаче, і переламана ялина. |
| 93                     | Шешмінський                     |      | У чорному полі, на зеленій землі, кабан, що скаче. |
| 94                     | Олексіївський                   |      | У блакитному полі бобр, що лежить на зеленій землі, біля води. |
| 96                     | Чугуївський                     |      | Поле поділено по горизонталі на три частини. Вгорі на жовтому полі дві схрещені шаблі, у середині на червоному полі три білих півмісяця, внизу на білому полі виноградні грона з листям. |